# Juan Ramón Jiménez
Juan Ramon Jiménez (24 tháng 12 năm 1881 – 29 tháng 5 năm 1958) là nhà thơ Tây Ban Nha đoạt giải Nobel Văn học năm 1956.

## Tiểu sử

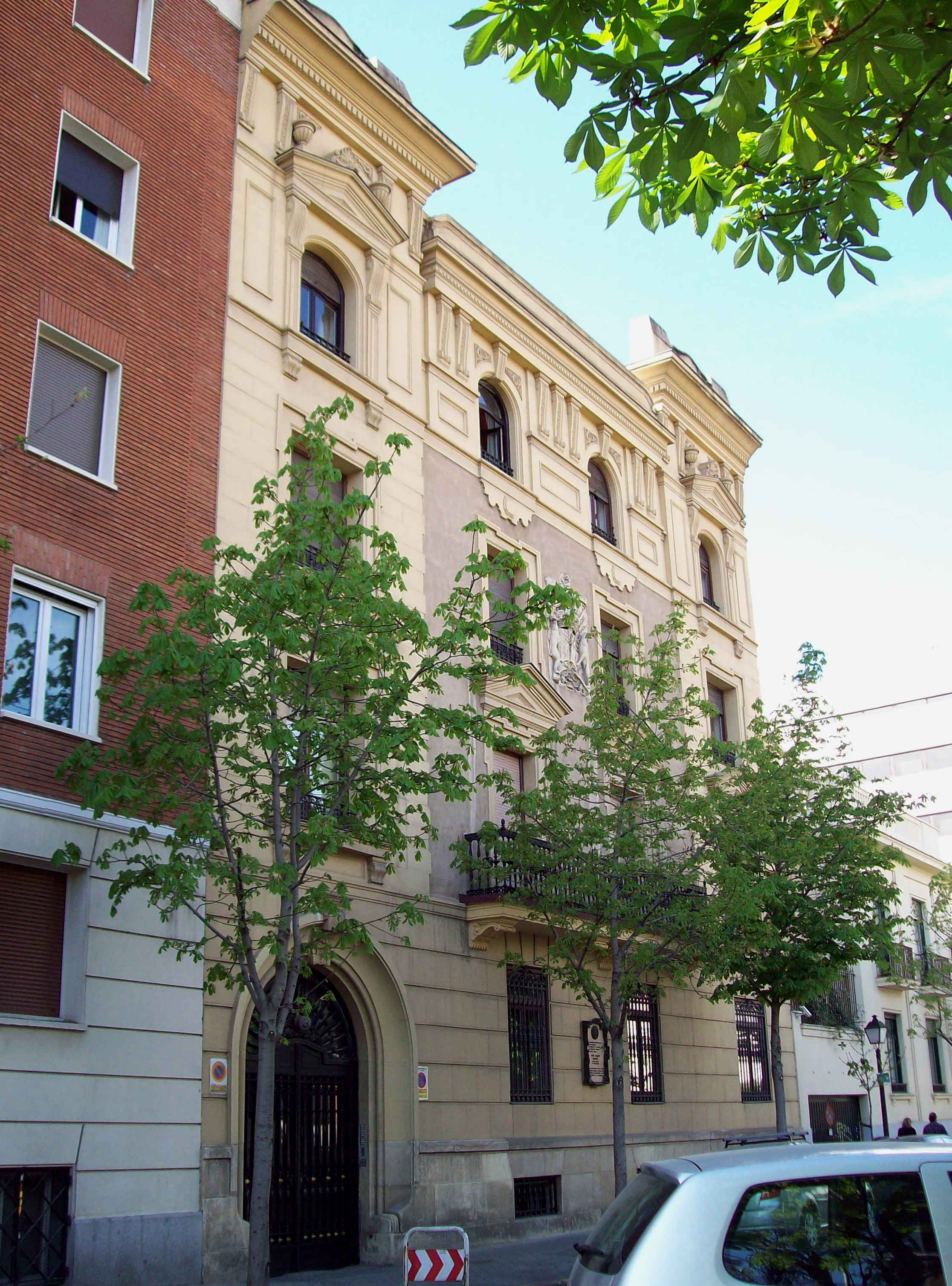
Ngôi nhà, nơi Juan Ramón Jimenez sống trong các năm 1929 - 1936

Juan Ramón Jiménez sinh ở Moguer, gần Huelva, học xong cao đẳng Jimenez vào Đại học Seville nhưng bỏ để đi làm báo. Năm 1900, xuất bản tập thơ đầu tiên Almas de violeta (Hồn hoa tím) và tiếp theo đó gần như mỗi năm một tập thơ ra đời. Sáng tác thời kỳ đầu của ông chịu ảnh hưởng của chủ nghĩa lãng mạn Đức và chủ nghĩa tượng trưng Pháp, giàu cảm xúc trữ tình với những hình tượng thiên nhiên đầy màu sắc.
Năm 1916, Jiménez sang New York cưới một cô gái Mỹ (mà ông làm quen trước đó 4 năm và đã cùng nhau dịch tác phẩm của Rabindranath Tagore sang tiếng Tây Ban Nha). Chuyến đi vượt đại dương này đã đánh dấu một cột mốc trong sáng tác của ông bằng tập thơ tự do Diario de un poeta recién casado (Nhật ký nhà thơ mới cưới vợ) ra đời năm 1917. Từ thập niên 1920, Jiménez được tôn vinh như một bậc thầy của thế hệ các nhà thơ mới; trong sáng tác, ông từ bỏ cách viết cũ, hướng thơ ca đến sự cởi mở, trong sáng mang tính nghệ thuật thuần túy.
Thời kỳ Nội chiến Tây Ban Nha, ông được cử làm tùy viên văn hóa danh dự ở Mỹ, nhiều lần đến đọc bài giảng ở các trường đại học Mỹ, Puerto Rico và Cuba. Năm 1939 Francisco Franco lên nắm quyền ở Tây Ban Nha, ông và vợ quyết định không quay trở về tổ quốc. Năm 1956 ông được trao giải Nobel "vì những tác phẩm thơ trữ tình, mẫu mực của tinh thần cao cả và sự tinh khiết nghệ thuật trong thơ Tây Ban Nha". Juan Jiménez là một tấm gương suốt đời tận tụy, trung thành với nghệ thuật thơ ca. Đối với ông, nghệ thuật là tôn giáo, trong đó thơ là nghi lễ duy nhất, sáng tạo là hình thức tín ngưỡng độc tôn.
Juan Ramon Jiménez mất tại Puerto Rico năm 1958, hưởng thọ 76 tuổi. Thơ của ông được dịch ra nhiều thứ tiếng trên thế giới, trong đó có tiếng Việt.

## Tác phẩm

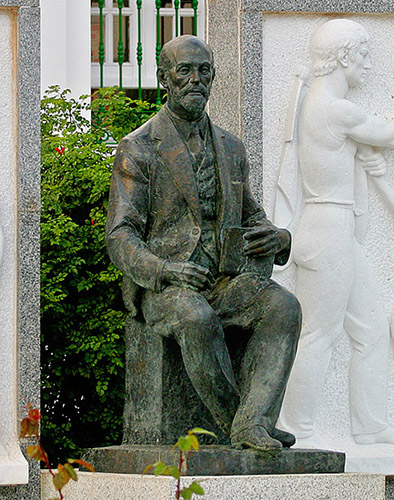
Tượng Juan Ramón Jimenez ở Moguer

- Almas de violeta (Hồn hoa tím, 1900), thơ
- Ninfeas (Những bông huệ nước, 1900), thơ
- Rimas (Vần điệu, 1902), thơ
- Arias tristes (Những khúc ca buồn, 1903), thơ
- Jardines lejianos (Những khu vườn xa, 1904), thơ
- Pastorales (Những bài thơ đồng quê, 1905), thơ
- Elejias puras (Những khúc bi ca, 1908), thơ
- Baladas de primavera (Những khúc ca xuân, 1910), thơ
- La soledad sonora (Sự cô đơn âm vang, 1911), thơ
- Poemas májicos y dolietes (Những bài thơ huyền ảo đau buồn, 1911), thơ
- Laberinto (Mê cung, 1913), thơ
- Platero y yo (Con lừa và tôi, 1914 - 1917), thơ
- Estio (Mùa hè, 1915), thơ
- Sonetos espirituales (Những bài sonet trí tuệ, 1917), thơ
- Diario de un poeta recién casado (Nhật ký nhà thơ mới cưới vợ, 1917), thơ
- Eternidades (Vĩnh cửu, 1918), tập thơ
- Piedra y cielo (Đá và bầu trời, 1919), thơ
- Piedra (Thơ ca, 1923), thơ
- Belleza (Vẻ đẹp, 1923), thơ
- Animal de fondo (Con thú từ độ sâu tâm hồn, 1949), thơ